# Západ slunce

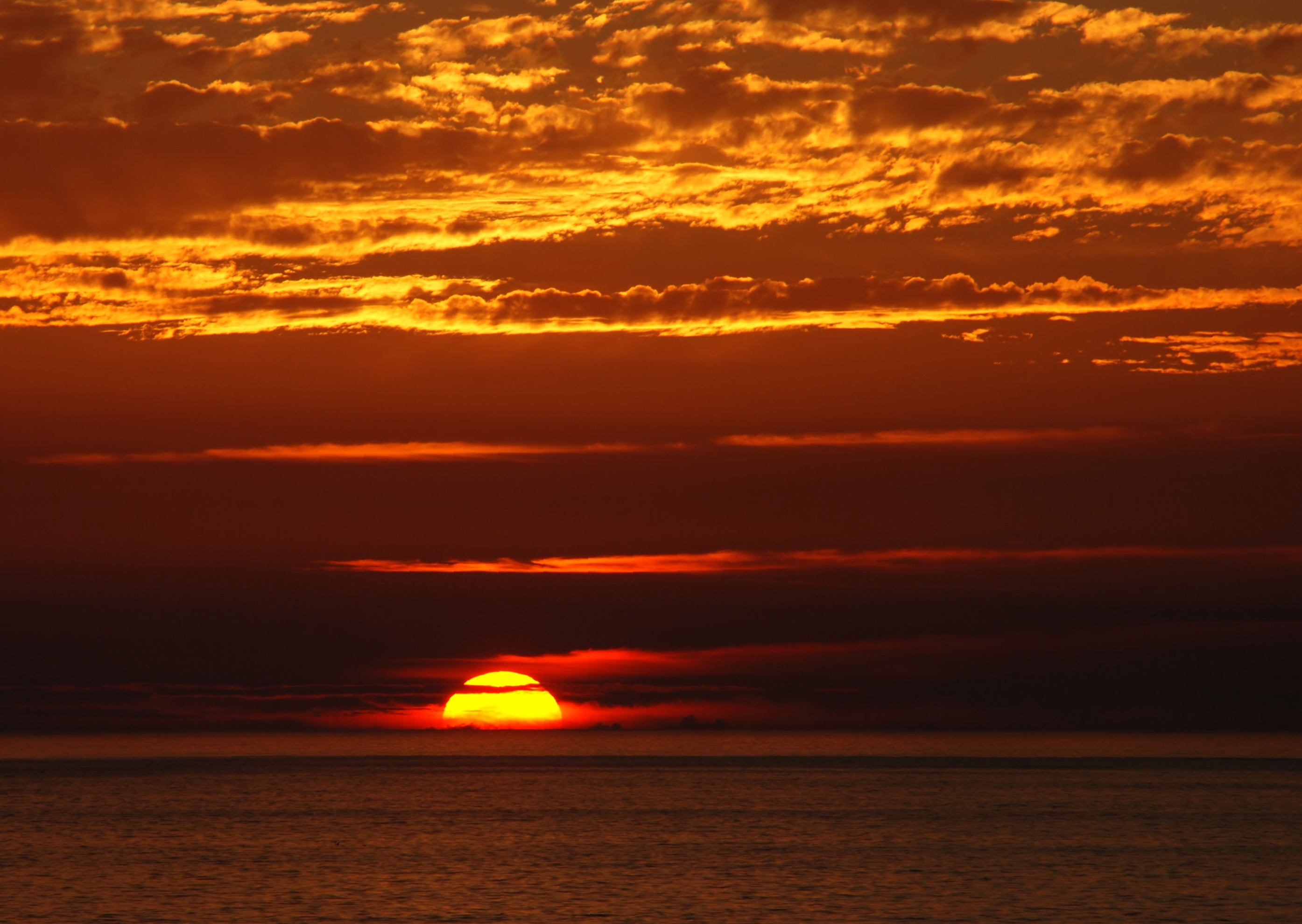
Sluneční kotouč přibližně minutu před západem, Portugalsko, říjen 2007

Západ slunce je každodenní sestoupení Slunce za obzor v důsledku zemské rotace. Západem slunce končí den a nastává soumrak, kdy se stmívá a slunce svítí už jen nepřímo odrazem od atmosféry.
Západy slunce jsou také na jiných planetách a hvězdách.
Místa ležící na sever od polárního kruhu a na jih od jižního polárního kruhu zažijí západ nebo východ slunce alespoň jeden den v roce, kdy polární den, nebo polární noc přetrvává nepřetržitě 24 hodin.

## Fyzikální charakteristika
Astronomicky je západ slunce definován jako chvíle, kdy horní hrana slunečního disku zmizí za obzor. Paprsky světla procházející atmosférou podléhají refrakci (atmosférická neboli terestrická refrakce), při níž dochází k lomu vlnění.  Při západu Slunce sluneční paprsky procházejí silnější vrstvou atmosféry. V důsledku rozptylu světla je modré světlo příliš rozptýlené, a proto má obloha v tuto dobu oranžové až červené zbarvení. Červené a oranžové zbarvení západu Slunce způsobuje působení aerosolů a prachu, které způsobují zvýšení rozptylu. Sluneční kotouč je tak viditelný i chvíli poté, co došlo k jeho úplnému skrytu pod horizont. Tím dochází k prodloužení dne (v oblasti České republiky, v součtu se shodným efektem při úsvitu, o cca 8–12 minut). Tento jev také způsobuje vizuální zploštění disku ve vertikální ose blízko obzoru, kdy se hrana spodního okraje zdá být posunuta výše než ta horní. Okolo jedné sekundy může být pozorován tzv. zelený záblesk, na němž se podílí s refrakcí i světelná disperze.
Za hranicí polárního kruhu nastává polární den, jestliže nejméně jeden den tzv. půlnoční slunce nezapadne pod obzor a nenastane noc bez slunečního světla. Opakem polárního dne je polární noc, kdy naopak Slunce nevystoupí nad horizont.
Heliocentrický model se Sluncem ve středu vesmíru a pohybující se Zemí zavedl v 16. století astronom Mikuláš Koperník. Nahradil tak geocentrický model.

## Galerie

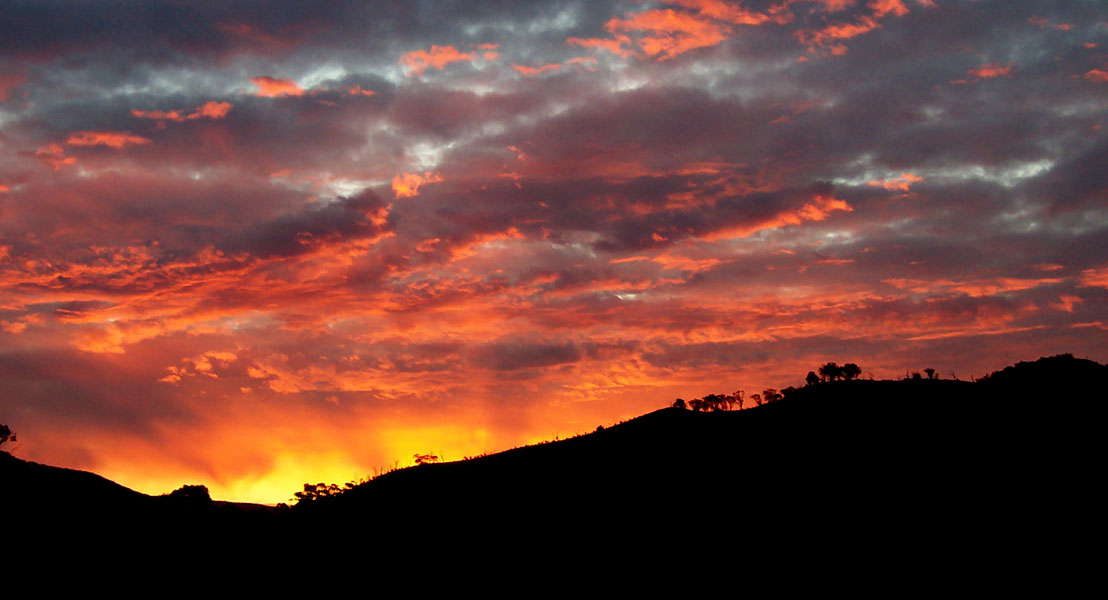
Swifts Creek, Austrálie
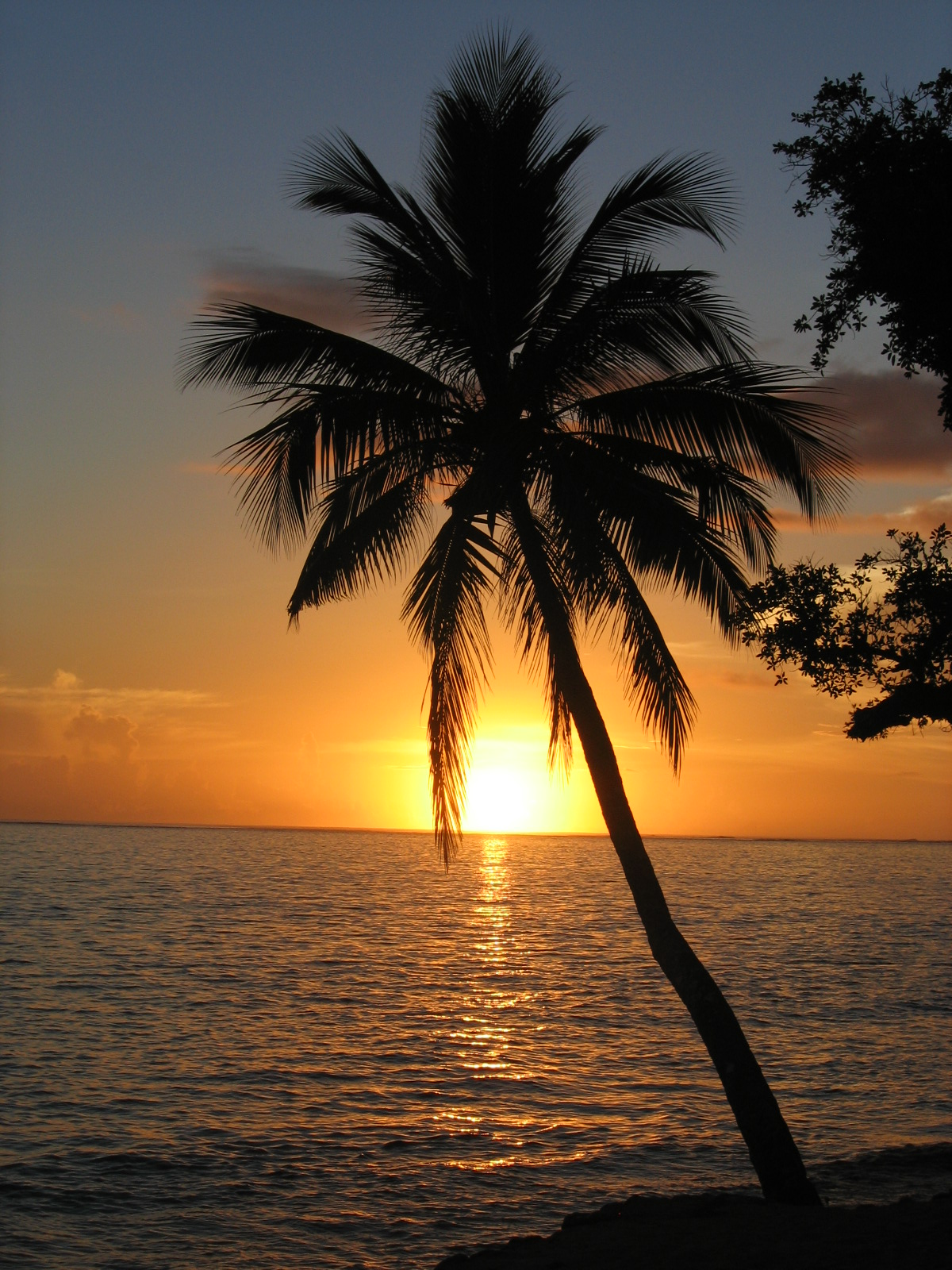
Fidži
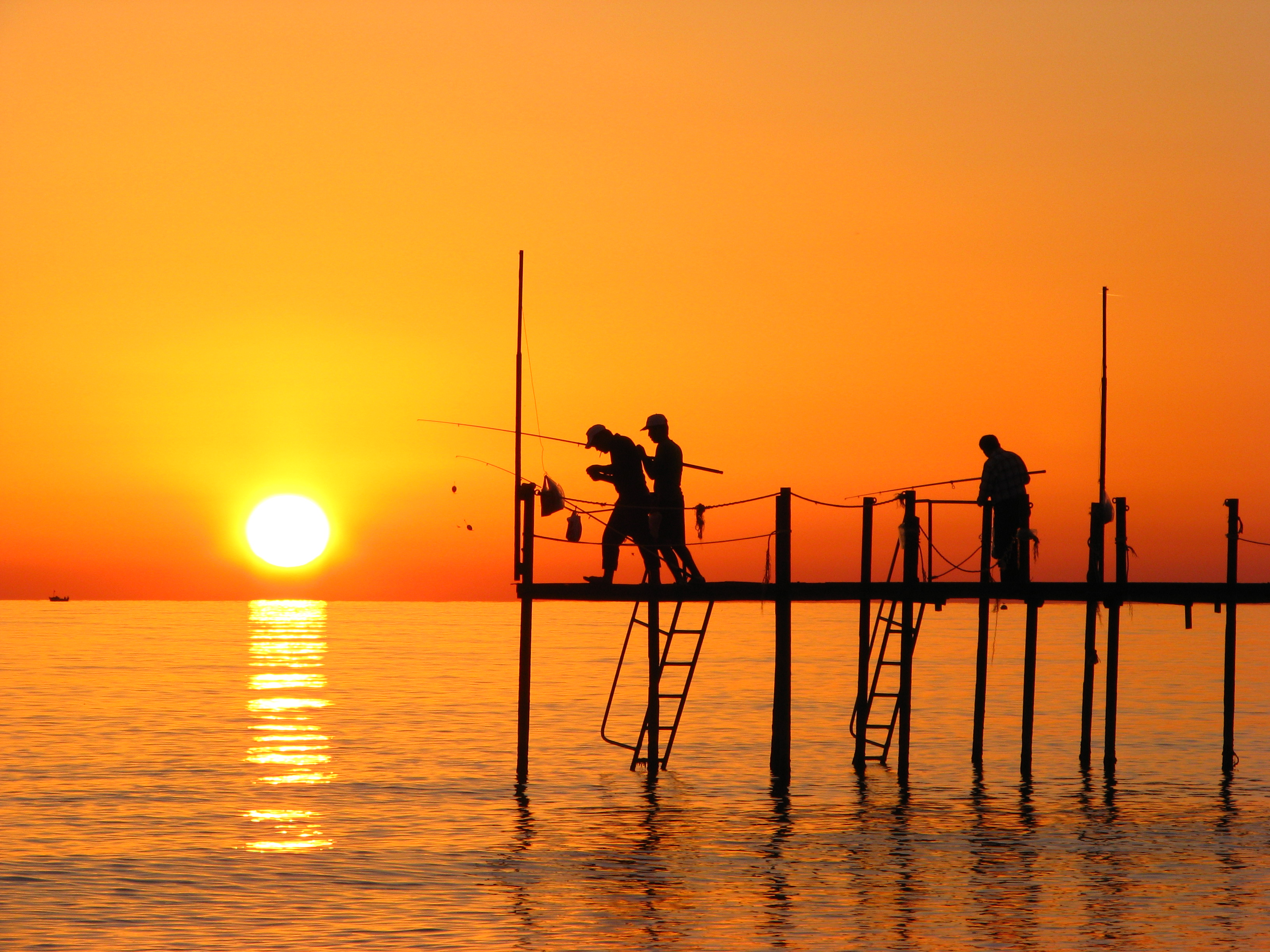
Antalya, Turecko
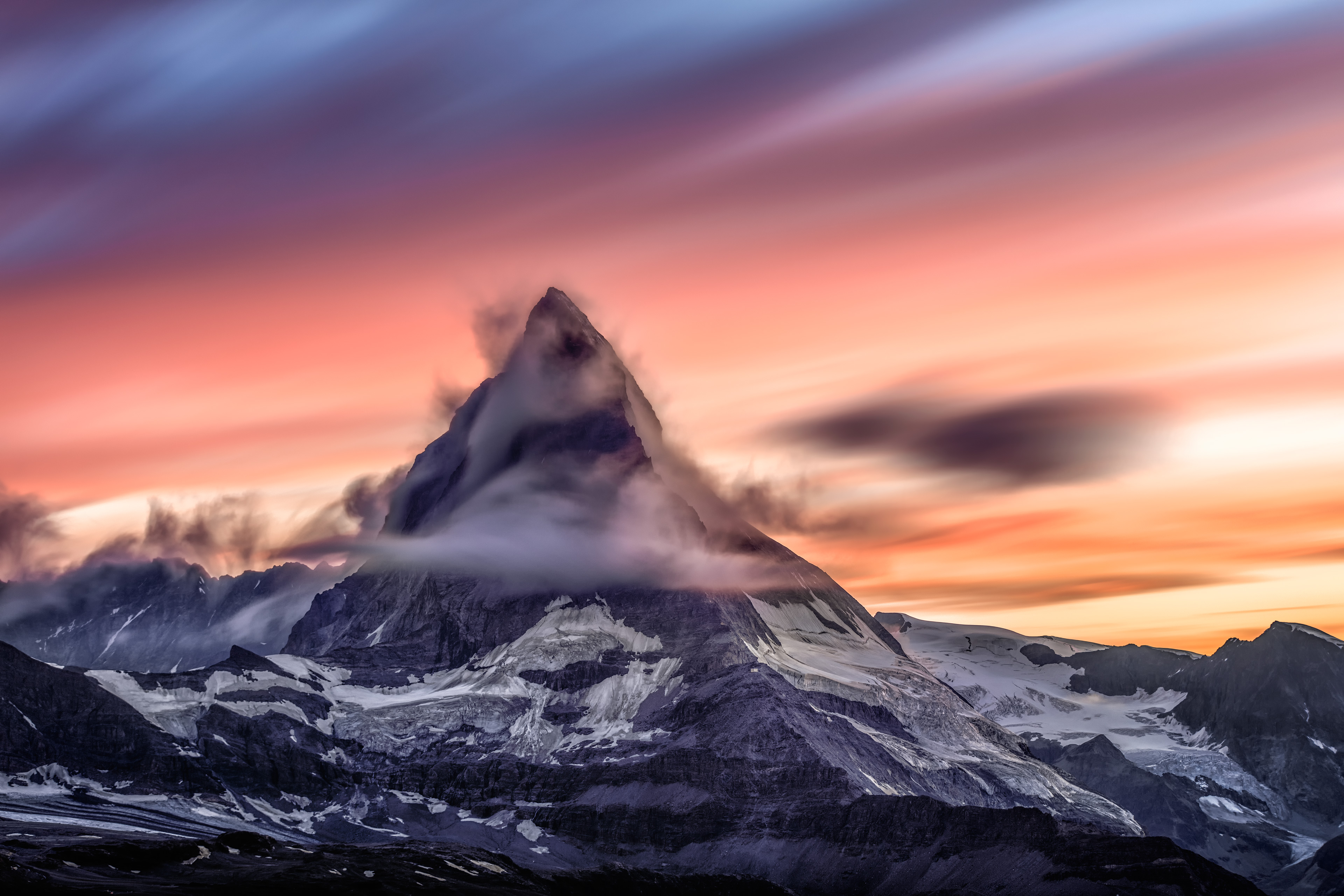
Matterhorn
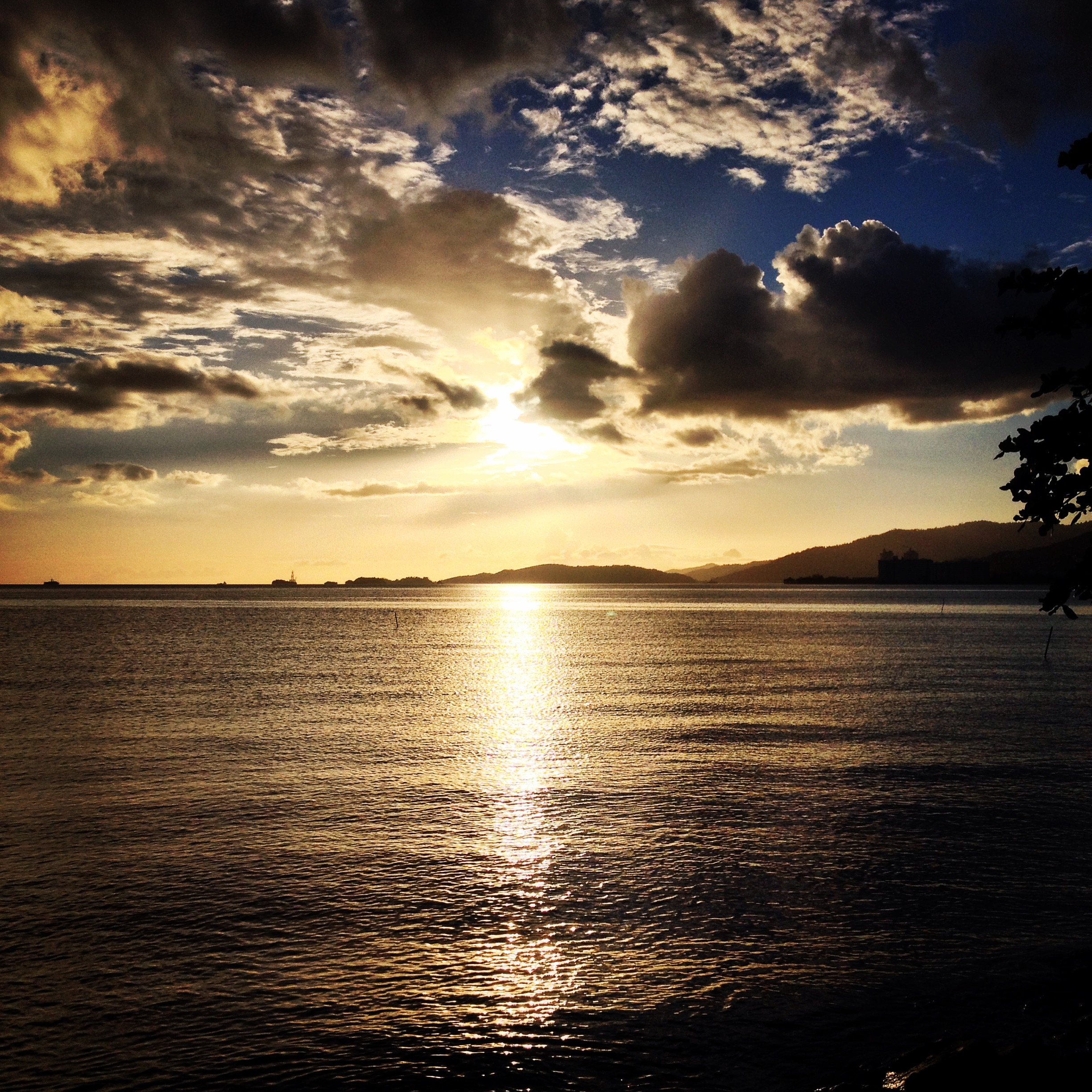
Golfo de Paria, Trinidad a Tobago
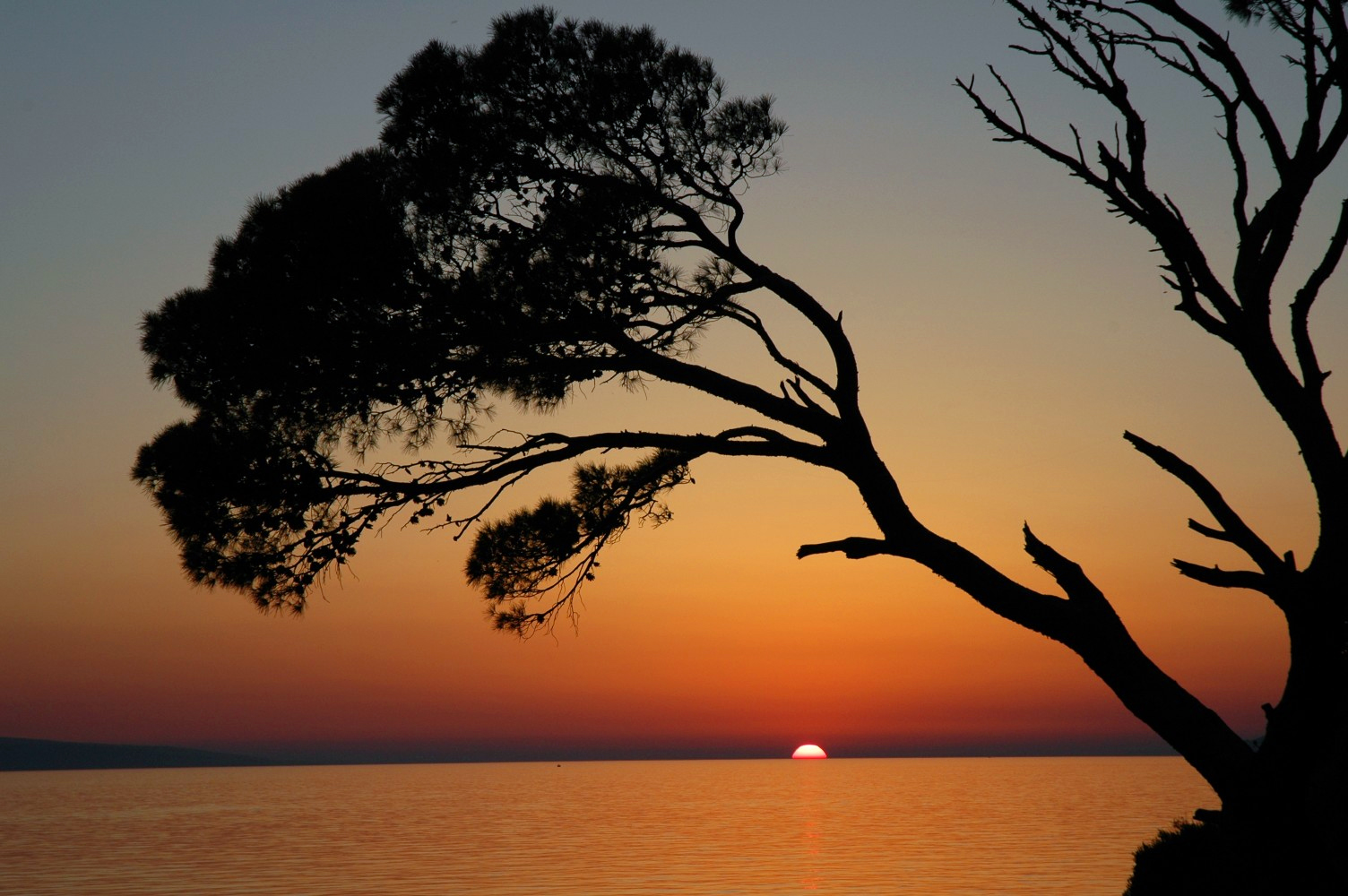
Brela, Chorvatsko